# Hungerford
Hungerford é uma cidade mercantil e paróquia civil histórica localizada no condado de Berkshire, Inglaterra.